# Jabuka (Kolašin)
Pour les articles homonymes, voir Jabuka.
Jabuka (en serbe cyrillique : Јабука) est un village du centre du Monténégro, dans la municipalité de Kolašin.

## Démographie

### Évolution historique de la population
| 1948 | 1953 | 1961 | 1971 | 1981 | 1991 | 2003 |
| ---- | ---- | ---- | ---- | ---- | ---- | ---- |
| 217  | 204  | 129  | 76   | 99   | 41   | 48   |